# Humberto Amaral da Cruz
Humberto Amaral da Cruz (Coimbra, 13 de julho de 1900 — 1981) foi um aviador militar português.

## Biografia
Humberto Amaral da Cruz nasceu na cidade de Coimbra, em 13 de julho de 1900. Iniciou a sua carreira militar na área da artilharia, mas foi habilitado como piloto militar em 1927.
Em 1930 acompanhou Carlos Bleck numa viagem área Lisboa - Guiné - Angola - Lisboa, percorrendo uma distância superior a 20 000 km em cerca de 167 horas. A viagem correu mal desde o princípio, com condições climatéricas adversas. Quando estavam a atravessar a Região do Rio do Ouro, no Deserto do Saara, foram atingidos a tiro por membros da tribo Aït Oussa. Continuaram viagem, por vezes enfrentando temperaturas muito elevadas, e pararam em Abiju. Durante a noite, o leme de profundidade do avião foi danificado por um tornado, tendo a reparação demorado cinco dias. Continuaram até Luanda, e depois no regresso demoraram quatro dias até Abidjã. Em Ferquessedugu, foram forçados a aterrar por falta de gasolina, tendo suspeitado que a fuga se devia a um tubo mal apertado. Continuaram na direcção de Bamaco, mas depois de passar a cidade deb Sicasso, voltou a suceder uma fuga de combustível, pelo que regressaram a Sicasso, onde aterraram. Voltaram a apertar o tubo, mas não conseguiram prosseguir logo a viagem devido ao sobreaquecimento do motor. Continuaram no dia seguinte, tendo chegado a Bamaco, onde o carburador foi desmontado. Logo no dia seguinte prosseguiram a viagem até Caies, onde se voltou a verificar uma fuga de gasolina, e seguiram na direcção de Bolama, embora tenham sido novamente forçados a aterrar em Tambacounda. Voltaram a desmontar o carburador, e depois prosseguiram até Bolama, onde chegaram após duas horas de viagem, tendo perdido cerca de 80 litros de combustível pelo caminho. Em Bolama descobriram que a fuga tinha sido provocada por uma fenda no depósito suplementar da frente. Continuaram viagem até Dacar e depois prosseguiram na direcção de Saint-Louis, mas foram obrigados a regressar a Dakar devido a uma fuga de óleo. Depois das reparações, continuaram até Saint-Louis e Port Étienne, onde tiveram de subir a uma altitude de 2500 m para evitar uma tempestade de areia. Quando passaram pelo Cabo Juby, lutaram contra ventos de frente cuja velocidade oscilava entre os 50 e 70 km/h. Por este feito, os dois aviadores receberam o Troféu Harmon, em 1932.
Em 25 de Outubro de 1934, Humberto da Cruz e o sargento mecânico António Lobato iniciaram uma viagem de ida e volta de Lisboa até Timor. O avião partiu da Amadora, passou pela Argélia, Tunísia, Tripoli, Gaza, Baçorá, Alaabade, Banguecoque, Prachuap Khiri Khan, Singapura, e atingiu Díli em 7 de Novembro. O aeródromo onde o avião aterrou foi baptizado de Aeródromo Humberto da Cruz. Na Partiu de Timor em 13 de Novembro para a viagem de regresso, passou por Macau e Goa, e chegou a Lisboa em 21 de Dezembro.
Em 1935, participou no Cruzeiro Aéreo às Colónias. Foi promovido a Capitão em 1937. Em 16 de Fevereiro de 1942, a Gazeta dos Caminhos de Ferro noticiou que Humberto da Cruz já tinha regressado a Lisboa após uma viagem área em missão especial até Marrocos, e que no dia 8 tinha partido para os Açores, ao comando de um destacamento de tropas da aviação. Em 1943, foi promovido a Major. Devido a conflitos com a hierarquia militar, permaneceu neste posto até à sua passagem à reserva. Também colaborou na Gazeta dos Caminhos de Ferro. Morreu em 1981.

## Prémios e homenagens
Humberto da Cruz foi homenageado com o grau de Comendador na Ordem Militar de Cristo em 4 de junho de 1931, na Ordem Militar de Avis em 20 de janeiro de 1934, na Ordem da Torre e Espada em 2 de fevereiro de 1935, e na Ordem do Império em 11 de junho de 1964. Também foi galardoado duas vezes com o prémio Troféu Harmon, que condecorava os pilotos mais importantes a nível mundial.